# Centaurea torreana
Centaurea torreana — вид квіткових рослин родини айстрових (Asteraceae). Ареал: пд.-сх. Італія (гора Гаргано).